# ملفات كشمير (فلم)
ملفات كشمير (بالإنجليزية: The Kashmir Files) (بالهندية: द कश्मीर फ़ाइल्स) هو فيلم دراما تم إنتاجه في الهند وصدر سنة 2022 من إخراج فيفيك اجنيهوتري وبطولة ميتون شاكرابورتي وأنوبام خير.

## القصة
ملفات كشمير هي قصة تستند إلى مقابلات بالفيديو مع الجيل الأول من ضحايا الإبادة الجماعية لمجتمع الهندوس الكشميريين في عام 1990.

## وصلات خارجية
مقالات تستعمل روابط فنية بلا صلة مع ويكي بيانات